# Kurtbey, Uzunköprü
Kurtbey là một thị trấn thuộc huyện Uzunköprü, tỉnh Edirne, Thổ Nhĩ Kỳ. Dân số thời điểm năm 2011 là 1.624 người.